# Koszmonavt Viktor Pacajev
A Koszmonavt Viktor Pacajev (oroszul: Космонавт Виктор Пацаев) szovjet, majd orosz távközlési hajó (szovjet terminológia szerint tudományos kutatóhajó) volt. 1968-ban bocsátották vízre. Feladata a szovjet űreszközök telemetriai adatainak vétele, azok feldolgozása, valamint az űreszközök és a Repülésirányító Központ közötti kapcsolat biztosítása volt. Honi kikötője az aktív szolgálatban Leningrád volt, napjainkban múzeumhajó Kalinyingrádban.

## Története
Eredetileg 596-os tervszámú (Vityegralesz osztály) faszállító teherhajónak építették a leningrádi Zsdanov hajógyárban. 1968. február 1-jén bocsátották vízre Szemjon Koszinov néven. 1977–1978-ban szintén a Zsdanov hajógyárban építették át 1929 tervszámú (Szelena-M osztályú) távközlési hajóvá. Összesen négy ilyen hajót építettek át. A Koszmonavt Viktor Pacajev testvérhajói a Koszmonavt Georgij Dobrovolszkij, a Koszmonavt Vlagyiszlav Volkov és a Koszmonavt Pavel Beljajev.
Az átépítés során csak a hajótestet és a fő energetikai berendezéseket hagyták meg, a felépítményt teljesen lecserélték. A Szojuz–11 fedélzetén katasztrófát szenvedett Viktor Pacajev szovjet űrhajósról nevezték el. A hajót a Balti Hajózási Vállalat üzemeltette, honi kikötője a Leningrádi Kereskedelmi Kikötő volt. Feladata a szovjet űrprogram részeként az űreszközök (űrhajók, műholdak) és a Repülésirányító Központ közötti kapcsolat biztosítása, az űreszközök telemetriai adatainak vétele volt. Első bevetésére 1979. június 19-én indult. Fő működési területe az Atlanti-óceán déli és középső régiói voltak. Aktív szolgálati idejének 16 éve alatt 14 bevetésen vett részt. Közreműködött többek között a Szaljut–6 és Szaljut–7 űrállomások, valamint több Szojuz és Progressz űrhajó repüléséhez kapcsolódó távközlési feladat végrehajtásában.
1995-ben az Orosz Szövetségi Űrügynökséghez (Roszkoszmosz) került. A Koszmonavt Viktor Pacajev távközlési hajót 2001. április 14-én a kalinyingrádi Oceanográfiai Múzeum kikötőjébe vezényelték. Ettől kezdve a hajó múzeumhajó és egyúttal az orosz űrhajózási távközlési hálózat földi állomásaként is működik.
Az elektronikai berendezések egy része napjainkban is működőképes, ezeket a Méréstechnikai Tudományos-termelési Egyesülés (NPO IT) vállalat munkatársai üzemeltetik.

## Jellemzői
A hajó meghajtásáról egy darab, 9DKRN 50/110 típusú, 3825 kW (5201 LE) maximális teljesítményű dízelmotor gondoskodott, amely egy hajócsavart hajtott.
A hajó berendezéseinek energiaellátásáról három darab, egyenként 200 kW teljesítményű dízelgenerátor gondoskodott. Az elektronikai rendszerek táplálását szintén három darab, egyenként 630 kW teljesítményű dízelgenerátor biztosította. Vészhelyzetre egy darab, 100 kW teljesítményű tartalék dízelgenerátor állt rendelkezésre.
A hajó kiszolgáló személyzete 60 fő volt, a távközlési és tudományos berendezéseket 77 fő üzemeltette.
A viszonylag kis méretű hajón jelentős mennyiségű elektronikai eszközt helyeztek el, ezért a fedélzetek zsúfoltak voltak.